# Pauline Chan Bo-Lin
Pauline Chan Bo-Lin (Xangai, 23 de maig de 1973 - ibídem, 31 de juliol de 2002) fou una actriu de cinema xinesa. Els pares de Chan es van divorciar quan ella era una nena i va anar a viure a Hong Kong i als 15 anys va fer de model. Va presentar-se al concurs de bellesa Miss Àsia de 1990 que va significar que cridés l'atenció a empresaris del cinema eròtic. Inicià la seva carrera en aquest camp als 18 anys, convertint-se en un mite eròtic. L'any 1997 va iniciar una relació sentimental amb Huang Jen-chung, un magnat taiwanès i va residir a Taipei però pocs anys després es van separar. Chan va tenir problemes amb el consum de drogues i va protagonitzar diversos escàndols públics i començà el declivi de la seva carrera, fent petits papers en sèries de televisió. L'any 2002 va ser mare d'un nen i unes setmanes més tard es va suïcidar.

## Filmografia
- Queen of Underworld (1991)
- Devil of Rape (1992)
- Behind the Pink Door (1992)
- It's Now or Never (1992)
- Rogues from the North (1992)
- Girls Without Tomorrow (1992)
- Erotic Ghost Story III (1992)
- Escape from Brothel (1992)
- The Girls From China (1992)
- Angel the Kickboxer (1993)
- Flying Dagger (1993).
- A Wild Party (1993)
- Sex For Sale (1993)
- All Over the World (1993)
- Whores from the North (1993)
- Run for Life - Ladies From China (1993)
- Slave of the Sword (1993)
- A Man of Nasty Spirit (1993)
- Love Is Over (1993)
- He-Born to Kill (1993)
- From Beijing with Love (1994)
- Dream Lovers (1994)
- Net of Heaven Action (1994)
- A Sudden Love (1995)
- Boy's? (1996)
- Hong Kong Showgirls (1996)
- Once Upon a Time in Triad Society (1996)
- The Eighth (1996)
- Passionate Nights (1997)
- A Queer Story (1997)
- Flowers of Shanghai (1998)
- Hunting Evil Spirit (1999)
- Paramount Motel (2000)
- Millennium Mambo (2001)